# The Ironsmith
The Ironsmith Inc. war ein US-amerikanischer Hersteller von Automobilen.

## Unternehmensgeschichte
Robert T. Koch gründete das Unternehmen am 27. Mai 1981 in Forest Lake in Minnesota. Er begann etwa 1984 mit der Produktion von Automobilen und Kit Cars. Der Markenname lautete Ironsmith. 1987 endete die Produktion. Zwei Quellen geben das Produktionsende irrtümlich mit 1997 an. Eine weitere Quelle nennt die 1980er und 1990er Jahre als Produktionszeitraum. Am 9. Juni 1992 wurde das Unternehmen aufgelöst.
Einer der Fahrzeugkäufer war Jack Slocombe.

## Fahrzeuge
Das einzige Modell war die Nachbildung eines Bugatti Type 35. Die Basis bildete ein Leiterrahmen mit vorderen Radaufhängung vom Ford Mustang II, der für einen Frontmotor ausgelegt war. Dadurch waren die Fahrzeuge vielen Konkurrenzmodellen überlegen, die auf ein Fahrgestell vom VW Käfer setzten. Verschiedene Vierzylindermotoren von Ford sowie V6-Motoren von Ford und Chevrolet standen zur Wahl.